# Peter Harzem
Peter Harzem (Istanboel, 31 december 1929 - Auburn, 26 mei 2008) was een Turks-Amerikaans behavioristisch psycholoog.

## Leven
Harzem werd tegen middernacht van 31 december 1919 geboren in Istanboel. Hij had geen broers of zussen. Zijn ouders hadden onderwijs genoten en behoorden tot de middenklasse. Peter Harzem groeide op in het Turkije na de val van het Ottomaanse Rijk. Van thuis kreeg hij de liefde voor muziek, poëzie, schilderijen, verfijnd eten en drinken mee. In zijn tienerjaren werd hij verslaggever voor een krant in Istanboel. Hij publiceerde toen ook zijn eerste poëzie en kortverhalen. Het schrijven bleef een levenslange hobby.
Kort na de Tweede Wereldoorlog verhuisde hij naar Londen om er verder te studeren.
Harzem was tweemaal getrouwd. Met zijn tweede vrouw kreeg hij in 1971 een dochter en twee weken voor zijn overlijden kreeg hij een kleindochter (in New York), die hij niet kon zien omdat hij niet meer kon reizen.
Peter Harzem overleed op 26 mei 2008 op 78-jarige leeftijd na een lange strijd tegen kanker.

## Studies en werk
Harzem wilde eigenlijk een medische opleiding volgen, maar kon de studies niet betalen. Daarom ging hij naar het Birkbeck College van de Universiteit van Londen, waar hij in 1956 met onderscheiding een diploma als docent verpleegkunde behaalde. Na zijn eerste studiejaar werkte hij als verpleegkundige om een inkomen te hebben. Na zijn studies ging hij lesgeven aan de Opleiding Verpleegkunde van het Orpington Hospital in Kent en daarna aan de Opleiding Verpleegkunde van het Hammersmith Hospital in Londen. Na enkele jaren werken studeerde hij psychologie aan de Universiteit van Londen. In 1963 studeerde hij er af met "First Class Honours". Vervolgens ging hij naar de Bangor-universiteit om er verder te specialiseren. In 1968 behaalde hij zijn PhD. Zijn proefschrift ging over de Temporal organisation of behaviour. Nadien bleef hij verbonden aan de Bangor-universiteit. De hele periode dat hij er was, gaf hij er les; eerst als assistent en daarna als hoogleraar.
Aan de Bangor-universiteit richtte hij een laboratorium op voor onderzoek rond operante conditionering. Aanvankelijk werkte hij er vooral met ratten, later steeds meer met mensen. Het onderzoek van Peter Harzem werd opgemerkt door Burrhus Skinner, die er dan ook meermaals op bezoek kwam en lezingen gaf.
In 1978 verhuisde hij naar de Verenigde Staten, waar hij aan de slag ging als professor in de psychologie aan de Auburn University in Auburn (Alabama). Aan deze universiteit bleef hij verbonden tot zijn emeritaat in 2006. In 1983 kreeg hij er het prestigieuze Hudson Professorship en van 1983 tot 1987 was hij er hoofd van het Departement Psychologie. Het les geven was een van zijn sterkste kanten.

## Belang
De belangrijkste bijdragen van Harzem betreffen de theoretische analyse van de gedragsanalyse en het behaviorisme. Een eerste belangrijk overzichtswerk van hem verscheen in 1978: Conceptual issues in operant psychology. Dit is een zwaar theoretisch werk, waarin hij vertrekt van auteurs als Ludwig Wittgenstein en vooral Gilbert Ryle.
Harzem publiceerde in tal van tijdschriften. Hij zat in de redactieraad van het Journal of the Experimental Analysis of Behavior van 1976 tot 1983 en van 1983 tot 1987 was hij er adjunct-uitgever.
Peter Harzem was eveneens een kenner van John Broadus Watson, een van de allereerste behavioristen, en was nog bezig met een biografie over hem toen hij overleed.